# Thea (prénom)
Pour les articles homonymes, voir Thea.
Thea (ou Théa) est un prénom féminin dérivé du nom de la déesse grecque Théia et signifiant littéralement déesse. Ce prénom est une variante réduite de Théodora, Dorothea, Theodosia et Althea.

## Prénom
- Pour l'ensemble des articles sur les personnes portant ce prénom, consulter :
  - la liste des articles dont le titre commence par ce prénom
  - les listes produites par Wikidata : Liste des personnes de prénom « Thea » — même liste en incluant les éventuels prénoms composés qui contiennent « Thea ».
- Thea Andrews (en) (née en 1973), journaliste et personnalité télévisuelle canadienne
- Thea Arnold (1882-1966), femme politique allemande
- Thea Astley (1925-2004), romancière et écrivaine australienne
- Théa Barromes (née en 2001), une autrice-compositrice-interprète française
- Thea Beckman (1923-2004),  écrivaine néerlandaise de livres pour enfants
- Thea Belmer (née en 1941), gymnaste artistique néerlandaise
- Thea Bowman (1937-1990), religieuse catholique afro-américaine
- Thea Djordjadze (née en 1971), artiste contemporaine géorgienne
- Thea Dorn (en) (née en 1970), écrivaine allemande de crime fiction
- Thea E. Smith (en), nouvelliste américaine
- Thea Eichholz (née en 1966), chanteuse et parolière allemande
- Thea Einöder (née en 1951), rameuse olympique ouest-allemande
- Thea Exley (en) (1923-2007), archiviste et historienne australienne
- Thea Flaum (en) (née en 1938), productrice de télévision américaine
- Thea Fleming (née en 1942), actrice et mannequin néerlandais
- Thea Foss (en) (1857-1927), femme d'affaires américaine
- Thea Frenssen (1895-1980), patineuse artistique allemande
- Thea Garrett (née en 1992), chanteuse maltaise
- Thea Gerard (1938-1987), artiste néerlandaise
- Thea Gill (née en 1970), chanteuse de jazz et actrice canadienne
- Thea Gilmore (en) (née en 1979), chanteuse et compositrice anglaise
- Théa Greboval (née en 1997), joueuse française de football
- Thea Gregory (en) (née en 1926), actrice anglaise
- Thea Halo (en) (née en 1941), écrivaine et peintre américaine
- Thea Hochleitner (1925-2012), skieuse alpine autrichienne
- Thea Kano (en) (née en 1965), cheffe d'orchestre américaine
- Thea Kellner (en) (née en 1914), escrimeuse olympique roumaine
- Thea King (1925-2007), clarinettiste britannique
- Thea Knutzen (en) (1930-2016), femme politique norvégienne
- Thea Leitner (en) (1921-2016), auteure et journaliste autrichienne
- Thea Mørk (née en 1991), joueuse norvégienne de handball
- Thea Muldoon (en) (1927-2015), première dame néo-zélandaise
- Thea Musgrave (née en 1928), compositrice écossaise d'opéras
- Thea Sofie Loch Næss (née en 1996), actrice norvégienne
- Thea Sternheim (1883-1971), écrivaine allemande
- Thea Porter (en) (1927-2000), artiste et designer britannique
- Thea Proctor (1879-1966), artiste australienne
- Thea Rasche (1899-1971), première femme allemande pilote de voltige
- Théa Rojzman (née en 1974), auteure française de bandes dessinées
- Thea de Roos-van Rooden (en) (née en 1949), historienne et femme politique néerlandaise
- Thea Sharrock (née en 1976), réalisatrice et metteuse en scène britannique
- Thea Slatyer (en) (née en 1983), joueuse australienne de football
- Thea Stabell (en) (née en 1939), actrice norvégienne
- Thea Sybesma (née en 1960), triathlète et duathlète néerlandaise
- Thea Tewi (en) (1902-1999), sculptrice américaine
- Thea Thorsen (née en 1992), coureuse cycliste norvégienne
- Thea Trinidad (née en 1990), catcheuse américaine
- Thea Vidale (en) (née en 1956), comédienne et actrice américaine
- Thea von Harbou (1888-1954), romancière et scénariste allemande
- Thea White (en) (1940-2021), actrice américaine

## Personnages
- Thea Dearden Queen, personnage de la série télévisée américaine Arrow
- Thea, personnage dans Fire Emblem: The Binding Blade.